# Патро Эйсден Масмехелен
«Патро Эйсден Масмехелен» — бельгийский футбольный клуб из муниципалитета Маасмехелен, провинция Лимбург.

## История

Старая эмблема

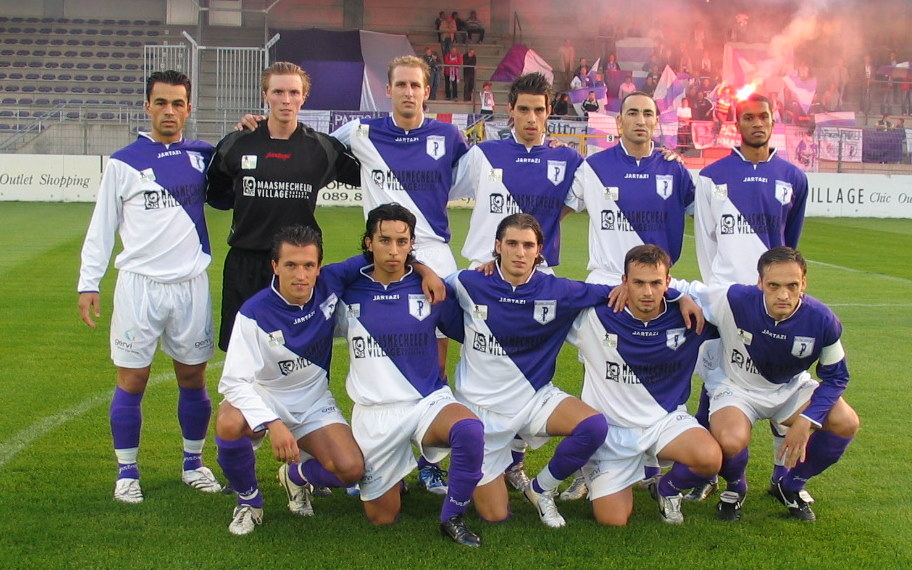
Команда в сезоне 2007—2008

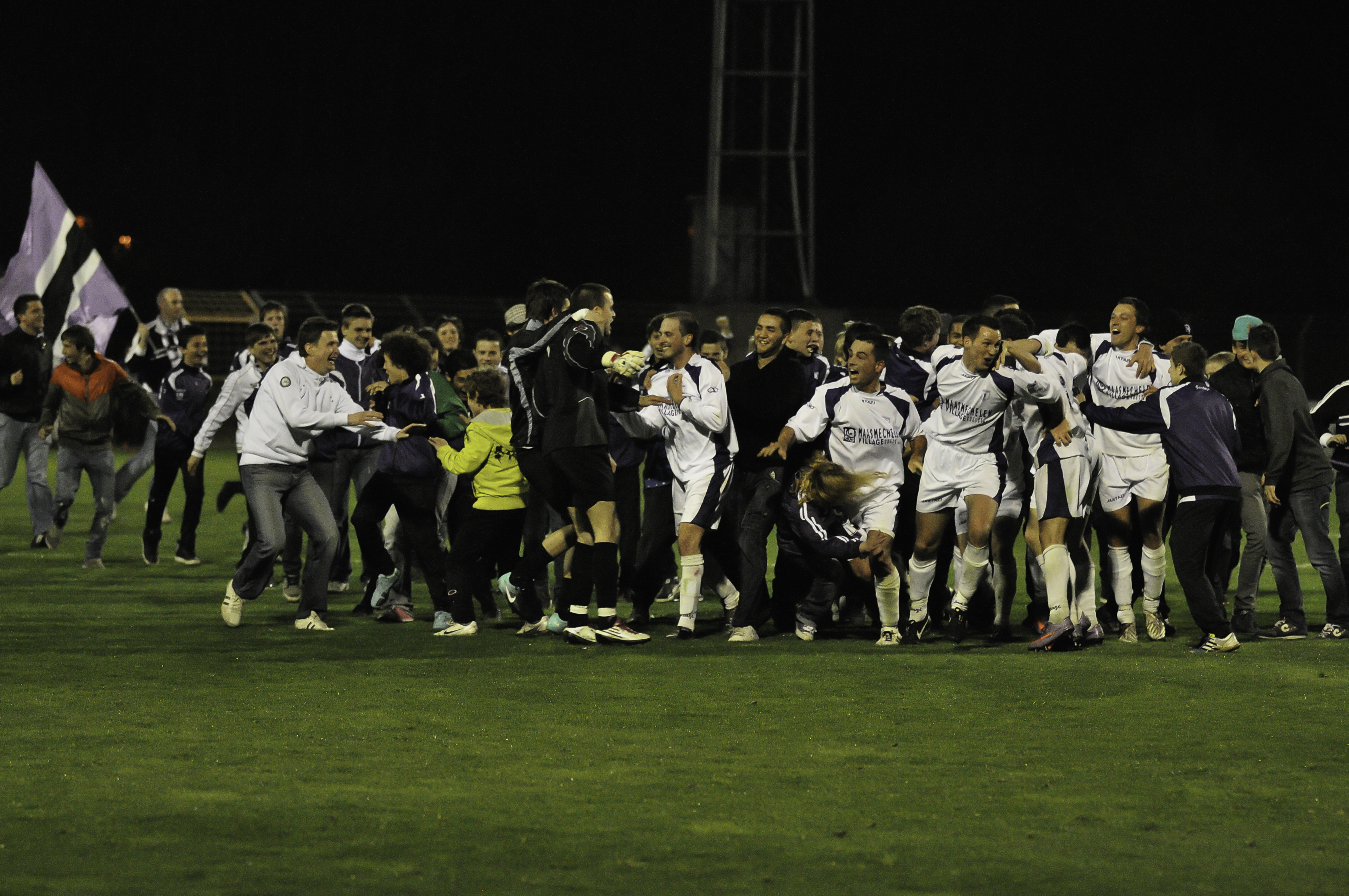
Команда празднует выход в Третий дивизион

Когда команда была создана, она называлась «В. В. Патро Эйсден» до 1992 года, в том году она изменила имя на «К. Патро Эйсден». В 1998 году она снова сменила имя и стала называться К. Маасланд Масмехелен, пытаясь привлечь болельщиков со всего региона Маасланд. А в 2001 году она в очередной раз сменила название после того, как подписала контракт с «Родой».
Клуб занял 17-е место во Втором дивизионе Бельгии в сезоне 2004/05, но были понижены в классе, поскольку не получили лицензии профессионального футбола. Было решено, что клуб должен играть в Промоушн (и даже в провинциальных лигах), поскольку, во-первых, и так должен был понизиться (17 место), во-вторых, испытывал финансовые проблемы и не имел лицензии. Но Королевская бельгийская футбольная ассоциация, наконец изменила своё решение, постановив, что клуб должен играть в Третьем дивизионе в 2005/06 сезоне. После этого клуб сменил своё название ещё раз уже на нынешнее, с ним и начал сезон 2005—06 не в Третьем, а всё-таки в Четвёртом дивизионе.
В 2011/12 сезоне клуб выиграл Четвёртый дивизион и следующий сезон начнёт уже в Третьем.

## Известные игроки
- Питер Утака
- Виталь Боркельманс
- Лей Клейстерс
- Яки Петерс